# Culicoides occidentalis
Culicoides occidentalis är en tvåvingeart som beskrevs av Wirth och Jones 1957. Culicoides occidentalis ingår i släktet Culicoides och familjen svidknott. Inga underarter finns listade i Catalogue of Life.